# ニコラ・グルビッチ
ニコラ・グルビッチ（セルビア語: Никола Грбић, ラテン翻記:Nikola Grbić、1973年9月6日 - ）は、セルビアの男子バレーボール選手、指導者。元セルビア代表。

## 来歴
ズレニャニン出身。ユーゴスラビア国内でのプレーを経て、1994年にヴォイヴォディナ・ノヴィサドからイタリア・セリエAのモンティキアーリへ移籍。1995年にユーゴスラビア代表に選出され、1996年アトランタオリンピックで銅メダルを獲得した。1997年欧州選手権では準優勝に貢献し、同年欧州バレーボール連盟の年間最優秀選手に選出。ヨーロッパナンバーワンのセッターとして出場した1998年世界選手権で銀メダルを獲得した。
1997年から在籍したセリエA・クーネオでは1999年にコッパ・イタリア優勝、トレヴィーゾ在籍時の2000年にもコッパ・イタリア優勝を飾り、トレヴィーゾでは1999-2000年欧州チャンピオンズリーグ優勝を経験。同年ユーゴスラビア代表として兄ウラジミール・グルビッチと共に2度目の出場を果たした2000年シドニーオリンピックで金メダル獲得に貢献した。

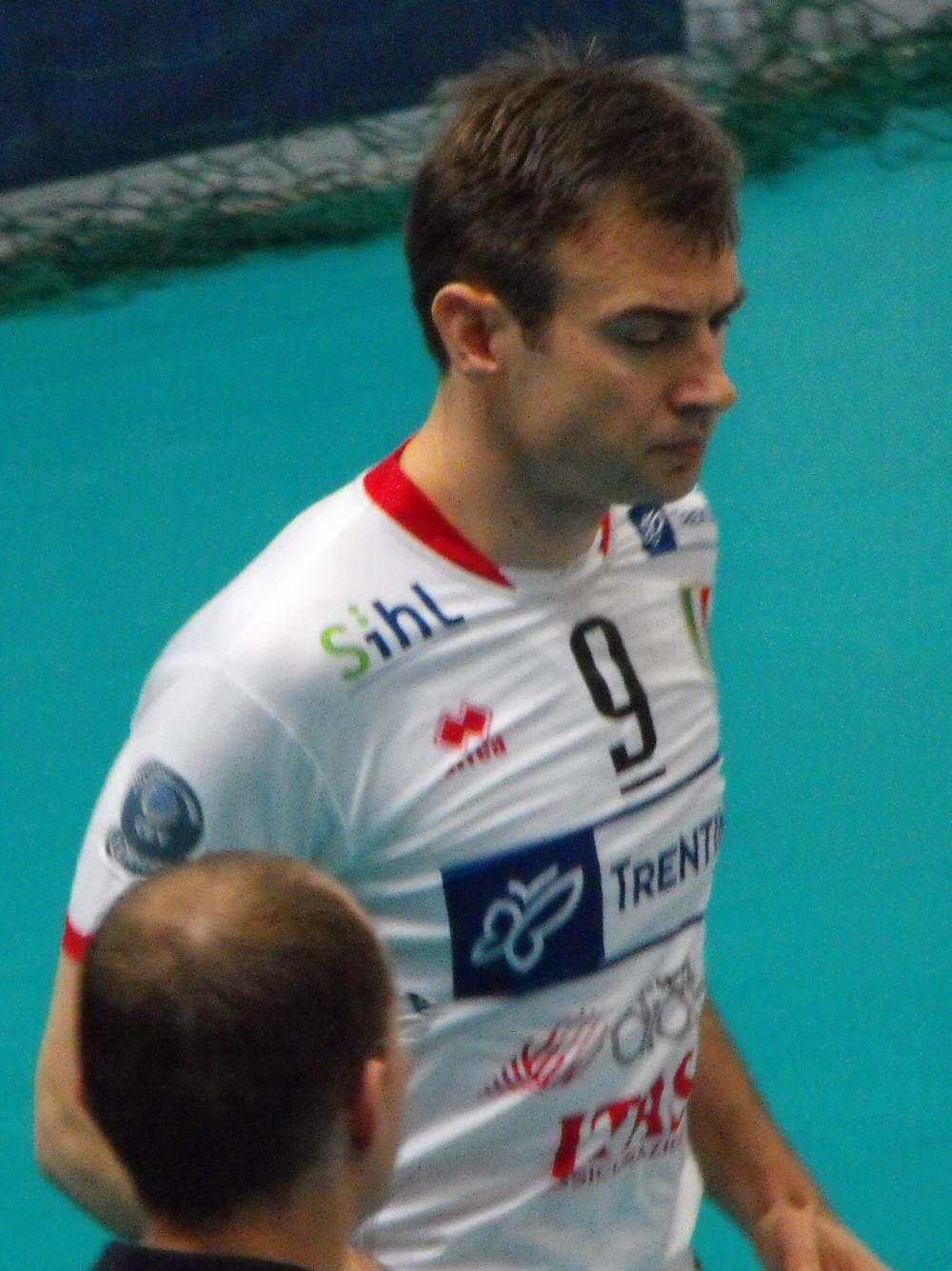
トレント在籍時のN.グルビッチ

金メダルを獲得したシドニーオリンピック以降の2000年代初頭は「世界一のセッター」として国際的に高い評価を受け、初優勝を飾った2001年欧州選手権、2003年欧州選手権と、銅メダル獲得の2003年ワールドカップでベストセッター賞を受賞。セルビア・モンテネグロ代表のキャプテンとして2004年アテネオリンピックに出場した。
2005年に手指のケガや足首の故障に相次いで見舞われ、3大会連続ベストセッター賞を受賞した2005年欧州選手権の後、翌年にアキレス腱の手術を受けたが、その後もベテランセッターとして活躍し、2008年北京オリンピックにセルビア代表のキャプテンとして4大会連続オリンピック出場を果たした。
2007年からはセリエA・トレントでプレーし、2007-2008シーズンのリーグ初優勝と、翌シーズンの欧州チャンピオンズリーグ初優勝に貢献。2009年に移籍したクーネオにおいても、2009-2010シーズンのクーネオのリーグ初優勝に貢献した。自国開催の2009年ワールドリーグでは2大会連続準優勝とベストセッター賞を受賞。37歳での出場となった2010年世界選手権では1998年大会の銀メダル以来、3大会ぶりとなる銅メダル獲得とベストセッター賞を受賞した。1995年から2010年まで代表を務めた間に、獲得したメダル数は19個に上る。
2013年にロシア・スーパーリーグのゼニト・カザンへ移籍し、自身にとって3度目となるリーグ優勝を果たす。現役引退後の2014年5月、セリエAのシル・サフェーティ・ペルージャの監督に就任し、指導者としてのキャリアをスタートさせた。
2015年2月、セルビア代表監督に就任した。
2016年7月、グルビッチはバレーボール殿堂入りの栄誉に浴した。

## 球歴
- オリンピック - 1996年（銅メダル）、2000年（金メダル）、2004年（5位）、2008年（5位）
- 世界選手権 - 1998年（銀メダル）、2010年（銅メダル）、2002年、2006年（4位）
- ワールドカップ - 2003年（銅メダル）
- ワールドグランドチャンピオンズカップ - 2001年（3位）
- ワールドリーグ - 2003年、2005年、2008年、2009年（準優勝）、2002年、2004年（3位）
- 欧州選手権 - 2001年（優勝）、1997年（準優勝）、1999年、2005年、2007年（3位）

## 所属クラブ
- OK GIKバナト（1987-1988年、1989-1990年）
- OKヴォイヴォディナ・ノヴィサド（1993-1994年）
- ガベカ・モンティキアーリ（1994-1995年）
- パッラヴォーロ・カターニア（1995-1996年）
- ガベカ・モンティキアーリ（1996-1997年）
- クーネオVBC（1997-1999年）
- シスレー・トレヴィーゾ（1999-2000年）
- アシステル・ミラノ（2000-2003年）
- パッラヴォーロ・ピアチェンツァ（2003-2007年）
- トレンティーノ・バレー（2007-2009年）
- ピエモンテ・バレー（2009-2013年）
- ゼニト・カザン（2013-2014年）

## 指導歴
- シル・サフェーティ・ペルージャ（2014-2015年）
- バレーボールセルビア男子代表（2015-2019年）
- ヴェローナ（2016-2019）
- ZAKSAケンジェジン＝コジレ（2019-2021年）
- シル・サフェーティ・ペルージャ（2021-2022年）
- バレーボールポーランド男子代表（2022年-）